# Cruz Roja Argentina
Cruz Roja Argentina es una asociación civil, humanitaria y de carácter voluntario, con presencia en el territorio argentino, y parte integrante del Movimiento Internacional de la Cruz Roja y de la Media Luna Roja, la red humanitaria más grande del mundo. La misma cuenta con millones de voluntarios, colaboradores y personal empleado en los 191 países que lo integran.
Su objetivo es contribuir una mejor  vida de las personas, en especial de aquellas que se encuentren en situación de vulnerabilidad. Para ello, trabaja a través de 65 filiales en todo el país, y en su Sede Central (ubicada en la Ciudad Autónoma de Buenos Aires), en conjunto con la comunidad y los donantes. Sus 35 Servicios Educativos -presentes desde 1920- han formado 180.000 profesionales de la salud. De los más de 15.000 alumnos inscriptos en sus Institutos Superiores de Educación, más de 3.000 se reciben anualmente en carreras como Enfermería, Radiología, Guardavidas, instrumentación quirúrgica entre otras.
Cruz Roja Argentina desarrolla acciones humanitarias junto a las comunidades, promoviendo la reducción de riesgos y el desarrollo integral de las personas, construyendo y fortaleciendo las capacidades locales, fomentando la inclusión y participación de todos los grupos sin ninguna distinción o discriminación. Sus voluntarios y personal técnico está presente en cada gran emergencia, cuando ocurre el desastre y después, cuando los hechos dejan de ser noticia. A través de sus distintos programas y servicios educativos, desean construir una sociedad más justa y más incluyente con los sectores en situación de vulnerabilidad, para que tengan acceso a fuentes de bienestar, seguridad e igualdad de oportunidades.
Trabajan en la promoción de la salud y el desarrollo comunitario, reforzando la prevención de enfermedades prevalentes, y la reducción de la vulnerabilidad al VIH desde un enfoque de promoción de derechos, de género y de diversidad.

## Historia de Cruz Roja Argentina
Cruz Roja Argentina está presente en el país desde 1880, cuando situaciones críticas como los conflictos políticos internos y la epidemia de fiebre amarilla de los años 70 llevaron a Guillermo Rawson y al doctor Toribio Ayerza a crear la Sociedad Nacional de Cruz Roja Argentina. El 10 de junio, tras reunirse los integrantes de distintas sociedades y organizaciones, Pedro Roberts fue elegido como primer presidente de la institución. De esta manera, el país se sumó al Movimiento Internacional de la Cruz Roja y la Media Luna Roja. 
La fundación de Cruz Roja en el mundo se dio en 1863 por inspiración de Henry Dunant, un comerciante suizo quien tras presenciar la Batalla de Solferino en Italia quedó movilizado por la necesidad de ayudar a los heridos sin hacer distinción de bandos y decidió crear un cuerpo de socorro para auxiliar cuando fuera preciso, acuñando como leitmotiv el lema “tutti fratelli” (todos hermanos). Un año después, el Comité Internacional de la Cruz Roja logró convocar a una conferencia diplomática donde se firmó el Primer Convenio de Ginebra, siendo el inicio del Derecho Internacional Humanitario. En su homenaje, cada 8 de mayo, fecha de nacimiento de Henry Dunant, se celebra el Día Mundial de la Cruz Roja.
El 20 de junio de 1880, a los pocos días de su creación y en medio del fragor de los combates por la guerra civil, fue desplegada por primera vez en Argentina la enseña de Cruz Roja. Los voluntarios que acudieron a brindar asistencia a los heridos llevaron en su brazo el símbolo originario de los Convenios de Ginebra de 1864: una cruz roja sobre fondo blanco. Desde ese entonces y a lo largo de la historia, han brindado asistencia en todo el país en cada conflicto o emergencia donde hiciera falta: la epidemia de cólera de 1886, el golpe de Estado a Hipólito Yrigoyen en 1930, el sismo de San Juan en 1944 (donde falleció la enfermera Blanca Julia Clermont), el atentado a la AMIA y el atentado a la embajada de Israel en Argentina, la crisis de diciembre de 2001 en Argentina, las inundaciones en Santa Fe de 2003, en la tragedia de Cromañón de 2004, la inundación en La Plata de 2013 y muchas, muchas más.
En el año 1920 se creó en Buenos Aires la primera escuela de Enfermería y en 1934 comenzaron a dictarse los cursos de formación de Guardavidas. En todo momento, a través de sus 65 filiales, acompañan el crecimiento de las comunidades en materia de promoción de la salud, higiene, gestión del riesgo de emergencias y desastres, fortalecimiento de lazos comunitarios y educación.

## Principios fundamentales

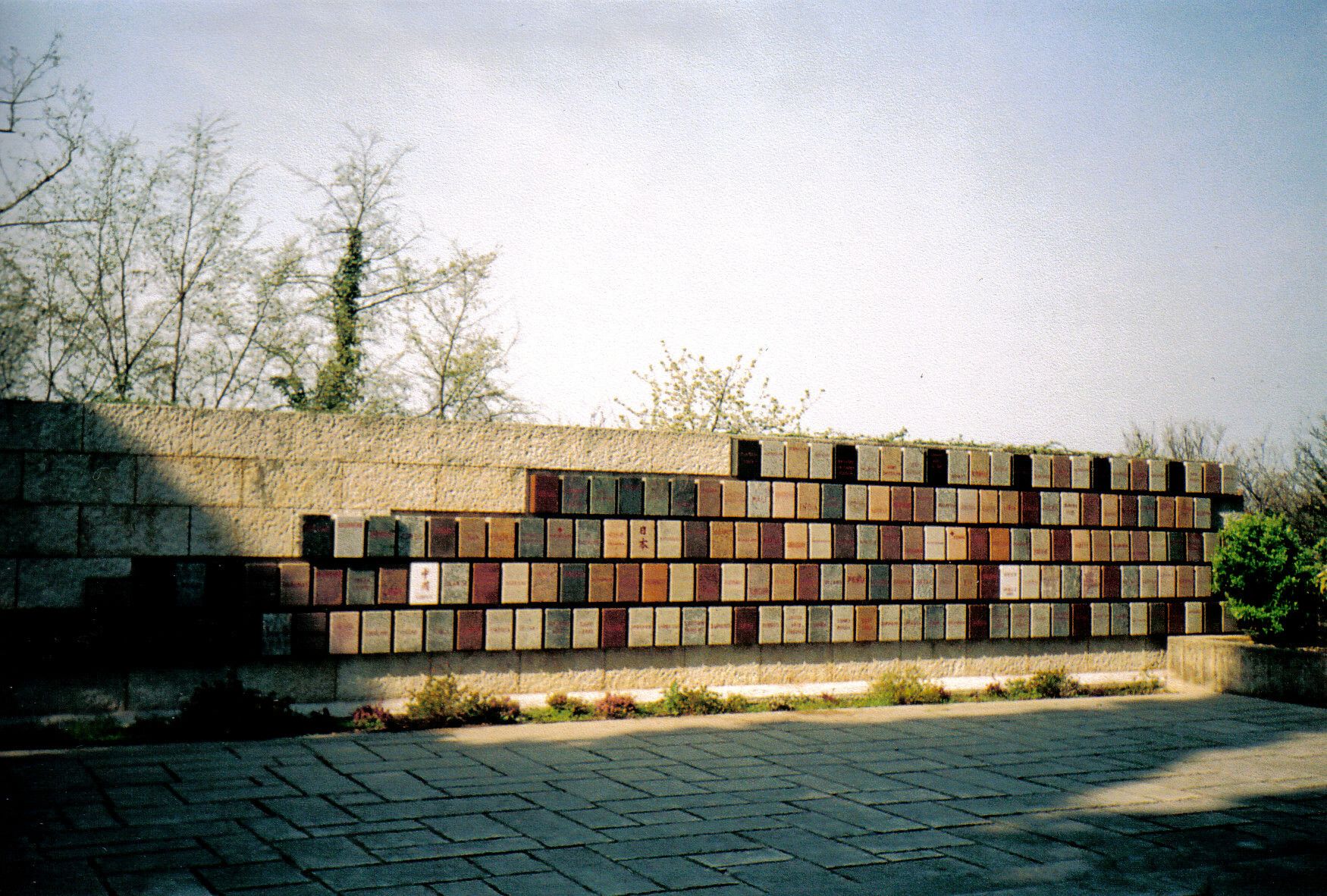
Memorial de la Cruz Roja en Solferino.
El Movimiento Internacional de la Cruz Roja y de la Media Luna Roja realizan su labor bajo siete principios fundamentales que rigen las actuaciones de esta organización.

La Cruz Roja Argentina adhiere a los principios fundamentales del Movimiento Internacional de la Cruz Roja y de la Media Luna Roja. Proclamados en Viena en 1965, los siete Principios Fundamentales crean un vínculo de unión entre las Sociedades Nacionales de la Cruz Roja y de la Media Luna Roja, el CICR y la FICR.
Los Principios Fundamentales garantizan la continuidad del Movimiento de la Cruz Roja y de la Media Luna Roja y su labor humanitaria.
Proclamados en Viena en 1965, los siete Principios Fundamentales crean un vínculo de unión entre las Sociedades Nacionales de la Cruz Roja y de la Media Luna Roja, el Comité Internacional de la Cruz Roja y la Federación Internacional de Sociedades de la Cruz Roja y de la Media Luna Roja.
Los Principios Fundamentales son el Código de Conducta e Ideario del Movimiento Internacional de la Cruz Roja y de la Media Luna Roja, constituyen las señas de identidad de la Institución en todos los ámbitos y niveles de actuación.
Humanidad: El Movimiento de la Cruz Roja y de la Media Luna Roja, al que ha dado nacimiento la preocupación de prestar auxilio, sin discriminación, a todos los heridos en los campos de batalla, se esfuerza, bajo su aspecto internacional y nacional, en prevenir y aliviar el sufrimiento de los hombres en todas las circunstancias. Tiende a proteger la vida y la salud, así como a hacer respetar a la persona humana. Favorece la comprensión mutua, la amistad, la cooperación y una paz duradera entre todos los pueblos.
Imparcialidad: No hace ninguna distinción de nacionalidad, raza, religión, condición social ni credo político. Se dedica únicamente a socorrer a los individuos en proporción con los sufrimientos, remediando sus necesidades y dando prioridad a las más urgentes.
Neutralidad: Con el fin de conservar la confianza de todos, el Movimiento se abstiene de tomar parte en las hostilidades y, en todo tiempo, en las controversias de orden político, racial, religioso o ideológico.
Independencia: El Movimiento es independiente. Auxiliares de los poderes públicos en sus actividades humanitarias y sometidas a las leyes que rigen los países respectivos, las Sociedades Nacionales deben, sin embargo, conservar una autonomía que les permita actuar siempre de acuerdo con los principios del Movimiento.
Voluntariado: Es un movimiento de socorro voluntario y de carácter desinteresado.
Unidad: En cada país solo puede existir una Sociedad de la Cruz Roja o de la Media Luna Roja, que debe ser accesible a todos y extender su acción humanitaria a la totalidad del territorio.
Universalidad: El Movimiento Internacional de la Cruz Roja y de la Media Luna Roja, en cuyo seno todas las Sociedades tienen los mismos derechos y el deber de ayudarse mutuamente, es universal.
Los Principios obligan a toda la Institución en su conjunto y es uno de los elementos de cohesión fundamentales del Movimiento. Ahora bien, no podemos olvidar que los miembros de la Institución como parte visible de la misma se encuentran obligados por los Principios en un doble sentido: actuar en todo momento y lugar de acuerdo con estos Principios y a mantener un compromiso ideológico.
El voluntario de Cruz Roja debe ser conocido y reconocido, como tal, por la actividad que desarrolla, (centrada en determinados colectivos y/o situaciones) y por la forma de actuar que deberá reflejar la asimilación personal de los Principios Fundamentales.

## Cruz Roja Argentina en la actualidad

### Cambios organizacionales
A partir de la asunción de un nuevo gobierno institucional, se comenzaron a delinear profundos cambios en la estructura de la organización con el fin de modernizarla y adaptarla a la nueva realidad social.
En ese contexto se realizó en 2003 el primer Plan Estratégico que logró enmarcar las acciones de toda la Sociedad Nacional. Dicha elaboración contó con la participación de más de 300 personas entre voluntarios y voluntarias de gestión y de gobierno, técnicos de la Sede Central, Organismos Gubernamentales y otras organizaciones de la sociedad civil. En la actualidad rige el PECRA 2011-2015, en donde se detallan los ejes de trabajo de la Cruz Roja en el país hasta el año 2015.
Además se comenzó a trabajar en la modificación del viejo estatuto y reglamento con el objetivo de actualizarlos de acuerdo a las nuevos requerimientos institucionales, logrando un Estatuto moderno que ha sido modelo para otras sociedades nacionales.
Como elementos a destacar se puede considerar que se le otorgaron mayores beneficios a los voluntarios, reconociéndolos como asociados de la institución por el hecho de cumplir con horas de trabajo voluntarias. Por último se creó el Tribunal de Ética y Disciplina, que pretende ser una nueva instancia de control para garantizar el pleno cumplimiento de los deberes y derechos de los asociados.
Cruz Roja Argentina en la actualidad define los siguientes enfoques y metodologías de trabajo: 

#### Enfoques de trabajo
• Enfoque de desarrollo comunitario y reducción de riesgo en la comunidad: El desarrollo comunitario se entiende como un proceso dinámico tendiente a lograr la equidad y mejorar la calidad de vida de los habitantes de una comunidad. Se basa en acciones que incrementen el capital social y tiene como pilares fundamentales la participación, la movilización social, la identidad cultural, la cooperación, la solidaridad, la autogestión y la conformación de redes y de espacios de concertación. En este sentido, con base en estas prácticas y complementando sus tareas habituales de asistencia humanitaria, Cruz Roja Argentina se propone contribuir al desarrollo comunitario fortaleciendo la resiliencia de las comunidades en las que trabaja a través de la abogacía, la generación de capacidades y oportunidades, en el marco de sus objetivos estratégicos definidos. 
• Enfoque de transformación de la cultura organizacional: Entendemos por cultura organizacional el conjunto de percepciones, sentimientos, actitudes, hábitos, creencias, valores y tradiciones que legitiman las formas de interactuar entre los miembros de la organización y con las comunidades. Cruz Roja Argentina se propone alcanzar la excelencia y la calidad en un proceso de mejora continua, desarrollando una cultura organizacional que se caracterice por la innovación, la integridad, la responsabilidad, el compromiso y la transparencia. Este proceso se implementa fundamentalmente a nivel local y llegar a todas las personas que integran la Sociedad Nacional. 
• Enfoque en la juventud: La juventud actúa como agente de cambio social, ofrece un enfoque innovador y propone ideas y nuevas perspectivas a la hora de abordar las temáticas sociales que nos hemos propuesto trabajar. Convocar y formar a jóvenes no es solo una inversión que fortalecerá a la institución en el futuro sino que también lo hace en el presente. La participación de los jóvenes le permite a Cruz Roja Argentina aprovechar sus principales cualidades, que ayudarán a construir una organización más dinámica, con mayor adaptabilidad a los cambios, más creativa y comprometida. 
• Enfoque en la cooperación: Entendemos a la cooperación como el trabajo en común entre personas y organizaciones, con un objetivo compartido y potenciándose mutuamente para el beneficio de los destinatarios. El establecimiento de alianzas y el trabajo con asociados, tanto externos (estado, organizaciones sociales, otras Sociedades Nacionales, etc.) como internos (filiales, sede central, miembros, etc.), incrementará nuestra eficacia mediante la coordinación y la utilización más eficiente de recursos. Esto nos permitirá lograr resultados sostenibles a largo plazo y también ampliar los espacios de participación en la definición de las políticas públicas. 
• Enfoque de género, respeto a la diversidad y no discriminación: Se basa en el pleno desarrollo de los géneros en todos los planos de la vida social, distinguiendo y reconociendo las necesidades prácticas e intereses estratégicos de género en la igualdad de oportunidades y la equidad en el acceso y control de bienes, servicios y recursos. Contempla el reconocimiento de la diversidad cultural, étnica, religiosa, sexual, de orientación sexual e identidad de género y la igualdad en derechos y dignidad en tanto somos personas; respeto de la diferencia y de la diversidad y el ejercicio pleno de los derechos. Proponemos la incorporación transversal del enfoque de género en todos los aspectos y niveles de la organización así como también en sus programas, proyectos y actividades. Fomentamos la promoción de una cultura de respeto a la diversidad y a la dignidad humana y la reducción de la discriminación y la exclusión social, actitud respaldada por nuestros principios y valores, desde una perspectiva de respeto a los Derechos Humanos.

#### Metodologías y formas de trabajo
• Planificación: Con el fin de mejorar los resultados y la rendición de cuentas se propone incorporar la planificación y los mecanismos de seguimiento y evaluación como base para nuestra acción y así mejorar el impacto en nuestra propia asociación y en la comunidad. Planificar debe ser un proceso participativo que incluya las instancias de análisis y evaluación; formulación, ejecución y seguimiento; y evaluación final. Es un ejercicio que conlleva una reflexión y un aprendizaje.  
• Armonización: Se refiere a la consolidación y utilización sistemática de mecanismos, estándares, protocolos, procedimientos y técnicas específicas desarrolladas y difundidas por la Sociedad Nacional. Su aplicación en los distintos niveles de la organización promueve la implementación coherente de las acciones institucionales sobre la base de un conjunto de principios básicos y comunes adecuados a las particularidades locales. Su finalidad es incrementar la eficiencia y eficacia del trabajo, facilitando la coordinación y articulación entre los involucrados (estructuras, miembros, etc.). 
• Metodología participativa: Favorecer los procesos colectivos procurando fortalecer la capacidad de reflexión, análisis y debate permite que las personas se involucren, asuman compromisos y tomen decisiones en aquellas cuestiones que afectan sus vidas. Por esta razón es necesario aplicar, tanto en el trabajo con las comunidades como hacia el interior de la organización, metodologías y herramientas que promuevan la participación.  
• Agentes de difusión: Todo miembro de la organización es un agente de difusión de Cruz Roja Argentina. Al llevar adelante cualquiera de las actividades propuestas, todo voluntario o personal de la institución difunde su imagen y, por ende, su trabajo, valores y principios. Por lo tanto, la correcta visibilidad, presencia y desempeño, así como el conocimiento y transmisión de los valores organizativos y la actualización sobre las acciones desarrolladas se vuelven piezas fundamentales en toda actividad, siendo responsabilidad de cada miembro de la asociación.

### Plan de respuesta al Covid-19
Desde la declaración de la Pandemia el Sistema Global de Respuesta de la Cruz Roja en el mundo ha sido activado bajo todos sus protocolos de atención de desastres. Las 193 Sociedades Nacionales (Cruces rojas del mundo) cuentan con diversos Planes y acciones de contingencia dependiendo de la expansión del virus en sus respectivos países.
En Argentina el Consejo de Gobierno de Cruz Roja Argentina declaró formalmente la Categoría de Emergencia 3, máximo nivel de emergencia según su Plan de Respuesta a Emergencias el cual contempla especialmente contextos de Pandemia y estipula procesos determinados.
Asimismo se dispuso que la coordinación de la emergencia sea llevada desde una Célula de Crisis, liderada por la Secretaría General de la Organización e integrada por diversos Directores Nacionales de la Cruz Roja; desde allí se opera 24 horas diarias y se brinda respuesta a las diversas situaciones. Adicionalmente un Centro de Operaciones de Emergencia Nacional se encuentra activo. 

#### Actividades de la organización
• Un equipo nacional de comunicación se encuentra trabajando en la detección de rumores y la identificación de falsos mensajes, con el fin de no alarmar a la sociedad argentina.
• A través de un Centro de Operaciones de Emergencia (COE) se consolida información nacional y se valida diversa información que llega desde las diversas Filiales del país.
• La totalidad de Filiales del país se encuentra activa y trabajando en diversas actividades, coordinando con los Estados Municipales y Provinciales y apoyando a cubrir los diferentes vacíos humanitarios o necesidades específicas.
• Asistencia a un colectivo de adultos mayores a través del servicio de Teleasistencia Domiciliaria que ofrece la Cruz Roja Argentina. En la actualidad más de mil personas reciben apoyo psicosocial y acompañamiento por parte de operadores a adultos mayores que viven en soledad.
• Asistencia a migrantes varados en frontera en coordinación con el Alto Comisionado de Naciones Unidas para Refugiados (ACNUR), la Organización Internacional para las Migraciones (OIM) y con la Dirección Nacional de Migraciones.

#### Líneas estratégicas de intervención
• Atención sociosanitaria Brindar soporte al sistema de salud público, en articulación con el Estado nacional, contribuyendo al montado, puesta en funcionamiento y coordinación de hospitales de campaña. 
• Servicio de Teleasistencia Brindar de manera gratuita por 3 meses el monitoreo y apoyo psicosocial a 50 mil personas y su núcleo familiar (casos positivos, contacto estrecho y población de riesgo) el Servicio de Teleasistencia de Cruz Roja Argentina, el cual funciona 24 horas. Pudiendo ampliar el número de personas asistidas y el tiempo de duración en caso de ser necesario.
• Revinculación y contacto de Argentinos en el exterior Podemos establecer la comunicación con argentinos que se encuentren en cualquier parte del mundo por medio de nuestra red de 193 países. Establecer contactos, llamadas, cartas con argentinos. Recopilar necesidades de los argentinos y remitirlas a cancillería.
• Afrontamiento del aislamiento social y apoyo psicosocial vía telefónica A través de nuestro voluntariado, realizar llamadas a la población general, personas con factores de riesgo y adultos mayores de 60 años, para brindar información sobre cuidados, apoyo psicosocial y recomendaciones para afrontar el aislamiento social.
• Comunicación del riesgo Elaborar, desarrollar y difundir mensajes según las necesidades de las comunidades para que puedan prevenir, actuar, informarse, tomar decisiones y fortalecer su resiliencia ante esta situación y otras asociadas.
• Capacitaciones a personal sanitario Capacitación específica en terapia intensiva, guardia y problemas respiratorios a enfermeros y personal de salud, de manera virtual y presencial, en nuestros 35 Institutos Superiores y 66 filiales. Se realizan en todo el país en coordinación con el Ministerio de Salud.
• Apoyo psicosocial a personal sanitario Brindar contención emocional al personal de la salud que trabaja en la emergencia.
• Unidades de respuesta a emergencia Al estar activado el Sistema Global de Respuesta de la Cruz Roja, puede disponerse de unidades internacionales específicas en áreas de Salud, Agua, Logística, entre otras.
• Observatorio humanitario Con capacidad de relevar miles de casos en todo el país y expresar los mismos en informes científicos para comprender las necesidades comunitarias en esta Crisis. Acceso a Big Data vía alianzas con compañías globales.
• Abastecimiento de insumos básicos Adquisición de alimentos e insumos básicos para adultos mayores que viven en soledad.
• Sistema global de logística de la Cruz Roja A través del cual se cuenta con los mayores expertos del mundo en procesos de cotizaciones, búsqueda de stock en el mercado global de artículos humanitarios, revisión de rutas aéreas, marítimas y terrestres atento la actual situación para garantizar la llegada lo más pronto posible al territorio nacional, agilización en procesos aduaneros en contextos de crisis, entre otros.